# Ljus gräslöpare
Ljus gräslöpare (Philorhizus melanocephalus) är en skalbaggsart som först beskrevs av Pierre François Marie Auguste Dejean 1825.  Ljus gräslöpare ingår i släktet Philorhizus, och familjen jordlöpare. Arten är reproducerande i Sverige.